# 船木正人
船木 正人（ふなき まさと、1979年1月29日 - ）は、日本の気象予報士。株式会社オフィス Nick Nack 所属・代表取締役。

## 来歴
東京都出身。身長174cm。 趣味は、料理、日本酒、自転車、旅行、温泉、露天風呂、ショッピング、遊園地。明治大学農学部農芸化学科卒業。明大在学中の1999年10月に気象予報士の資格を取得する。
大学を卒業後、2001年4月ウェザーニューズ入社。2004年6月同社退社。2008年3月にオフィス Nick Nackを設立、代表取締役に就任する。

## 出演

### テレビ番組
- スーパーJチャンネル（2006年4月 - 2013年6月、テレビ朝日）
- ワイド!スクランブル（2013年7月 - 2018年9月、テレビ朝日/朝日放送） - 「OH!天気」担当
- 首都圏ネットワーク（2019年4月 - 、NHK）- 隔週出演
- 気象情報（NHK）（土・日・祝 11:54、18:53） - 隔週出演

### 映画
- あなたへ（2012年、東宝）